# Banja Luka-Beograd I 2013
La Banja Luka-Beograd I 2013, settima edizione della corsa, valida come prova del circuito UCI Europe Tour 2013, fu disputata il 20 aprile 2013 su un percorso di 181,5 km. Fu vinta dallo slovacco Michal Kolář, che arrivò al traguardo con il tempo di 4h09'58" alla media di 43,56 km/h.
Al traguardo 100 ciclisti portarono a termine la gara.

## Squadre partecipanti
| N.  | Cod. | Squadra                     |
| --- | ---- | --------------------------- |
| 1-8 | ADR  | Adria Mobil                 |
|     | ALB  | Alpha Baltic-Unitymarathons |
|     | DUK  | Dukla Trenčín Trek          |
|     | WOB  | Etcetera-Worldofbike        |
|     | TKT  | Kastro Team                 |
|     | MKT  | Meridiana-Kamen Team        |
|     | RAR  | Radenska                    |
|     | SAK  | Sava                        |
|     | GMS  | Team Gourmetfein-Simplon    |
|     | TIR  | Tirol Cycling Team          |
|     | TCT  | Tusnad Cycling Team         |
|     | UNA  | Utensilnord-Ora24.eu        |
|     | WSA  | WSA                         |

## Ordine d'arrivo (Top 10)
| Pos. | Corridore          | Squadra       | Tempo    |
| ---- | ------------------ | ------------- | -------- |
| 1    | Michal Kolář       | Dukla Trenčín | 4h09'58" |
| 2    | Jan Sokol          | Gourmetfein   | s.t.     |
| 3    | Matej Mugerli      | Adria Mobil   | s.t.     |
| 4    | Enrico Rossi       | Meridiana     | s.t.     |
| 5    | Aljaž Hočevar      | Adria Mobil   | s.t.     |
| 6    | Žolt Der           | Utensilnord   | s.t.     |
| 7    | Ivan Stević        | Tusnad        | s.t.     |
| 8    | Jovan Zekavica     | élite 2       | s.t.     |
| 9    | Reinis Andrijanovs | Alpha Baltic  | s.t.     |
| 10   | Martin Weiss       | Tirol C.T.    | s.t.     |